# Gedenkstätte für die Opfer des Terrors in Israel

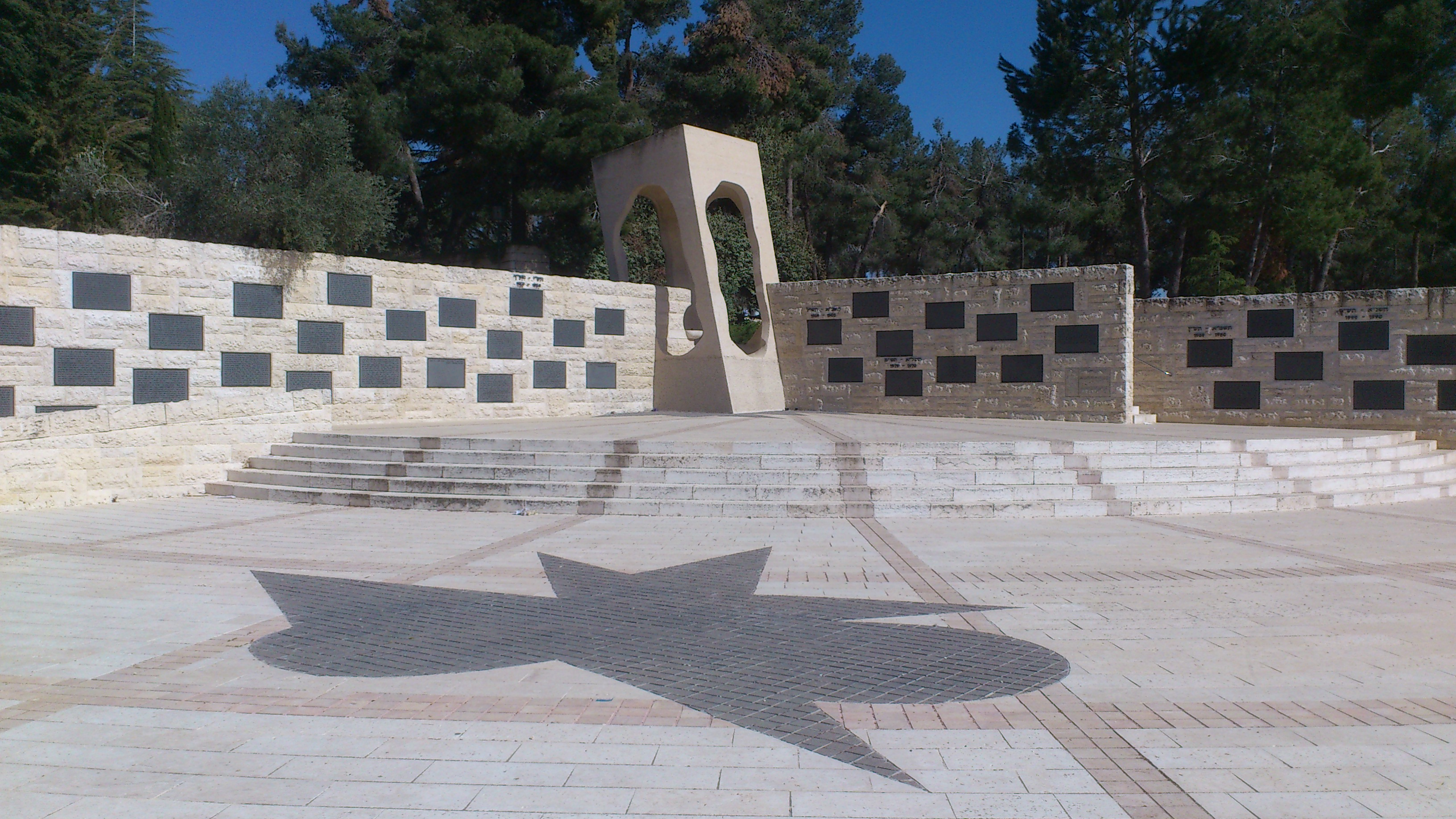
Gedenkstätte für die Opfer des Terrors in Israel

Die Gedenkstätte für die Opfer des Terrors in Israel (hebräisch אַנְדַּרְטַת חֲלָלֵי פְּעֻלּוֹת הָאֵיבָה Andarṭat Chalalei Pəʿullōt haʾEīvah, deutsch ‚Gedenkstätte der Opfer der Akte des Hasses‘) ist ein Denkmal für alle Opfer des Terrorismus in Israel seit 1851. Das Denkmal befindet sich neben dem Nationalfriedhof des Staates Israel auf dem Herzlberg in Jerusalem. Eingeweiht wurde sie 1998.
Die Gedenkstätte enthält die Namen aller jüdischen und nichtjüdischen Menschen, die in Terrorakten getötet worden sind.

## Galerie

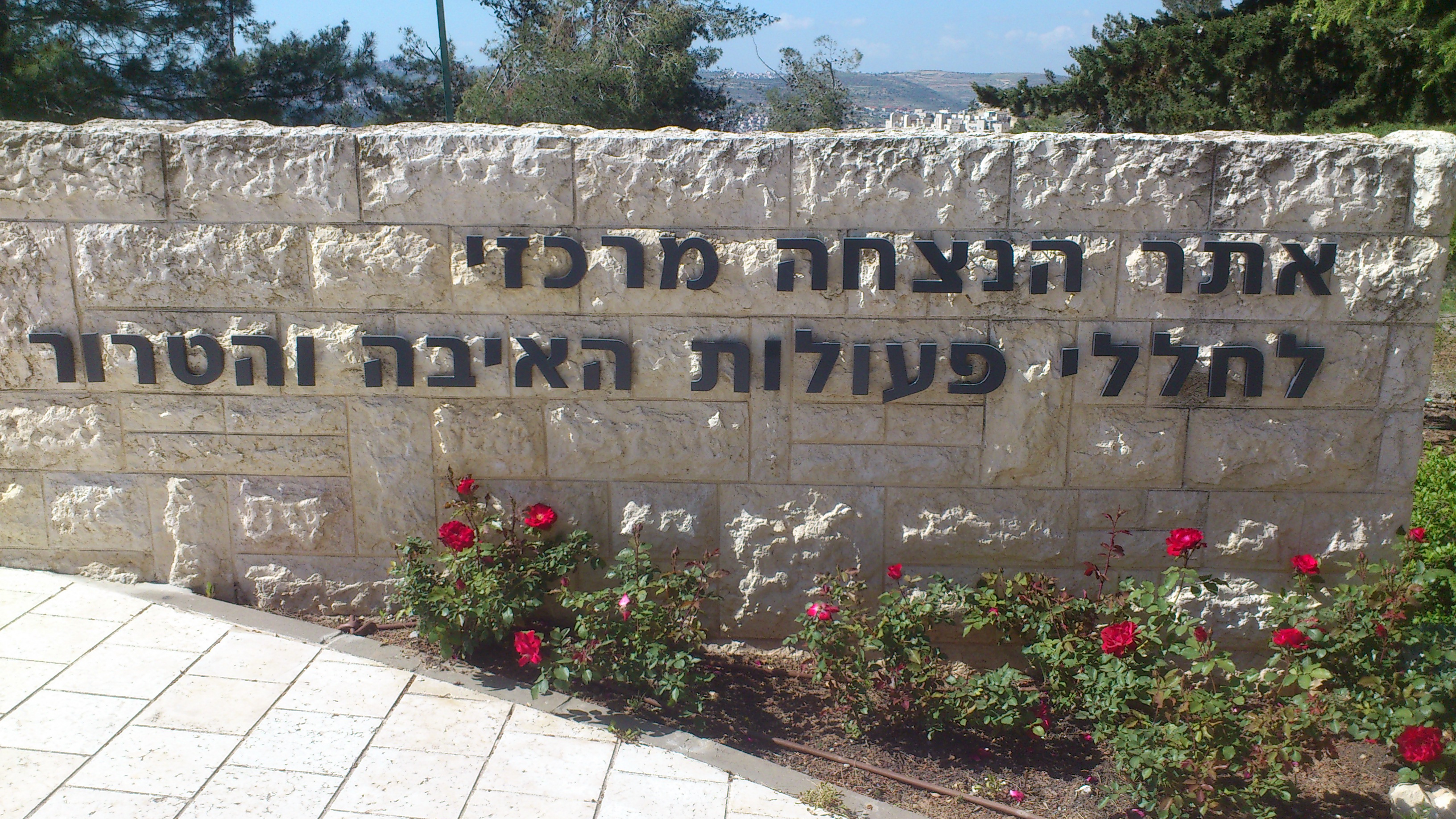
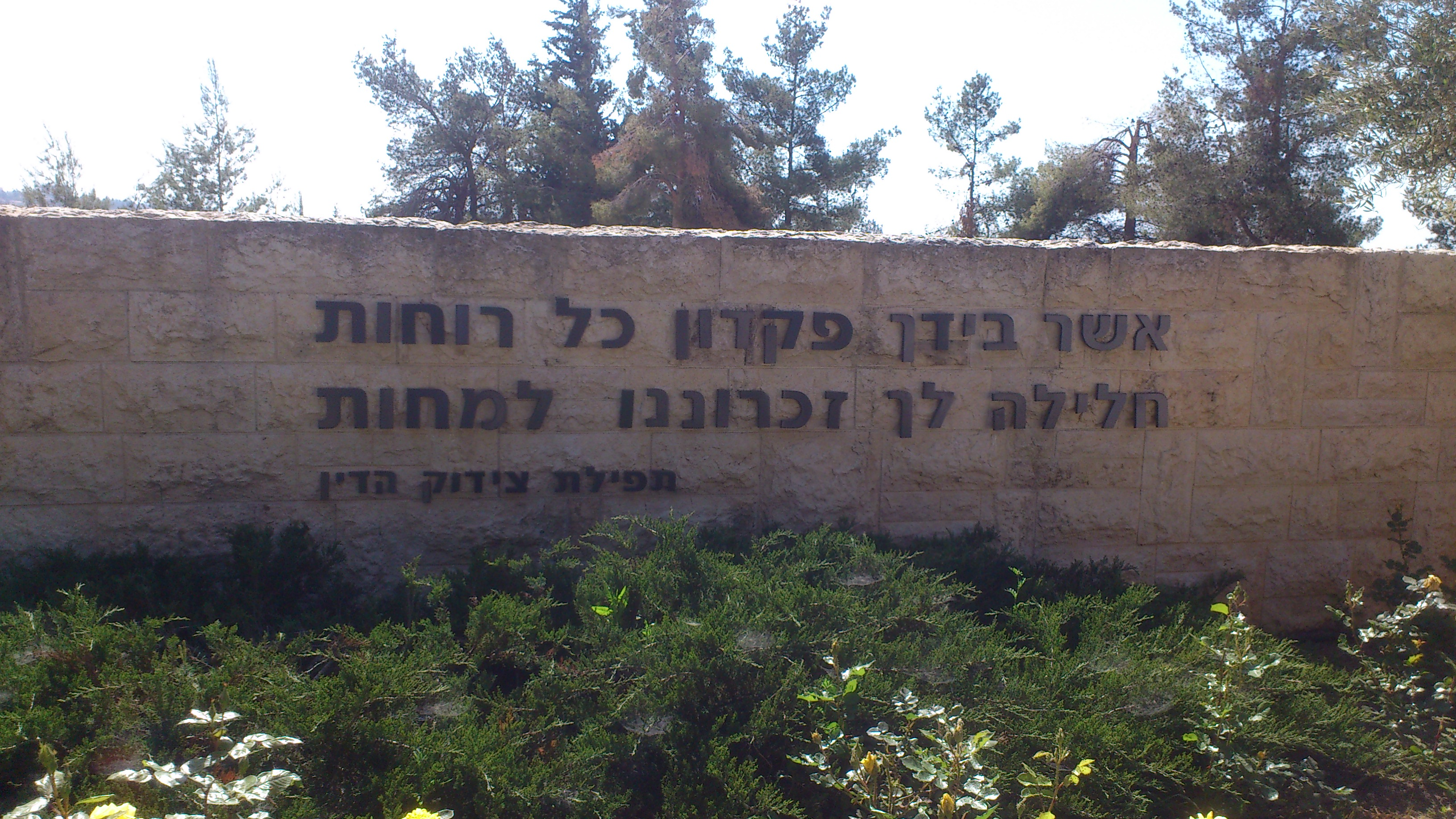
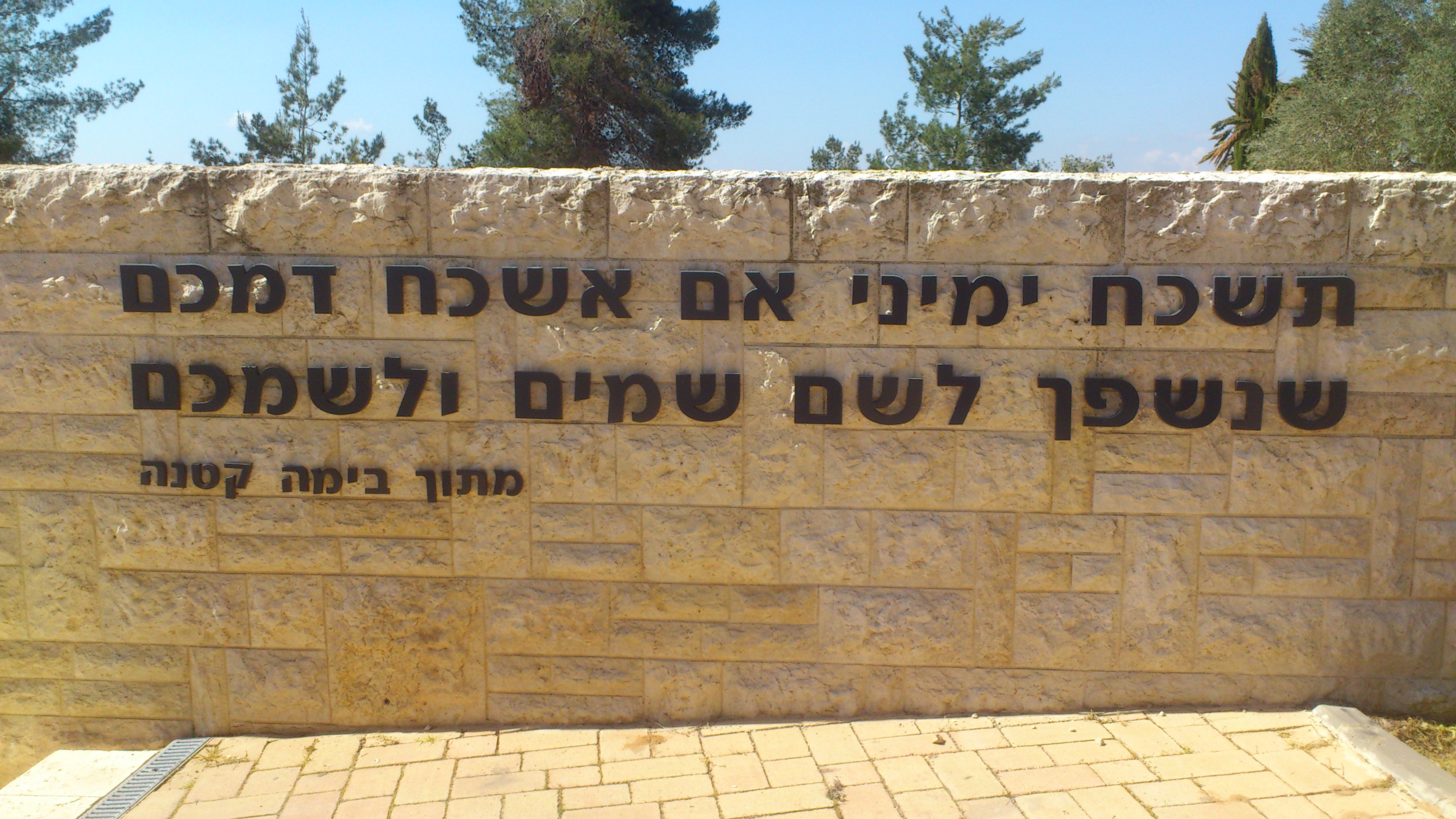
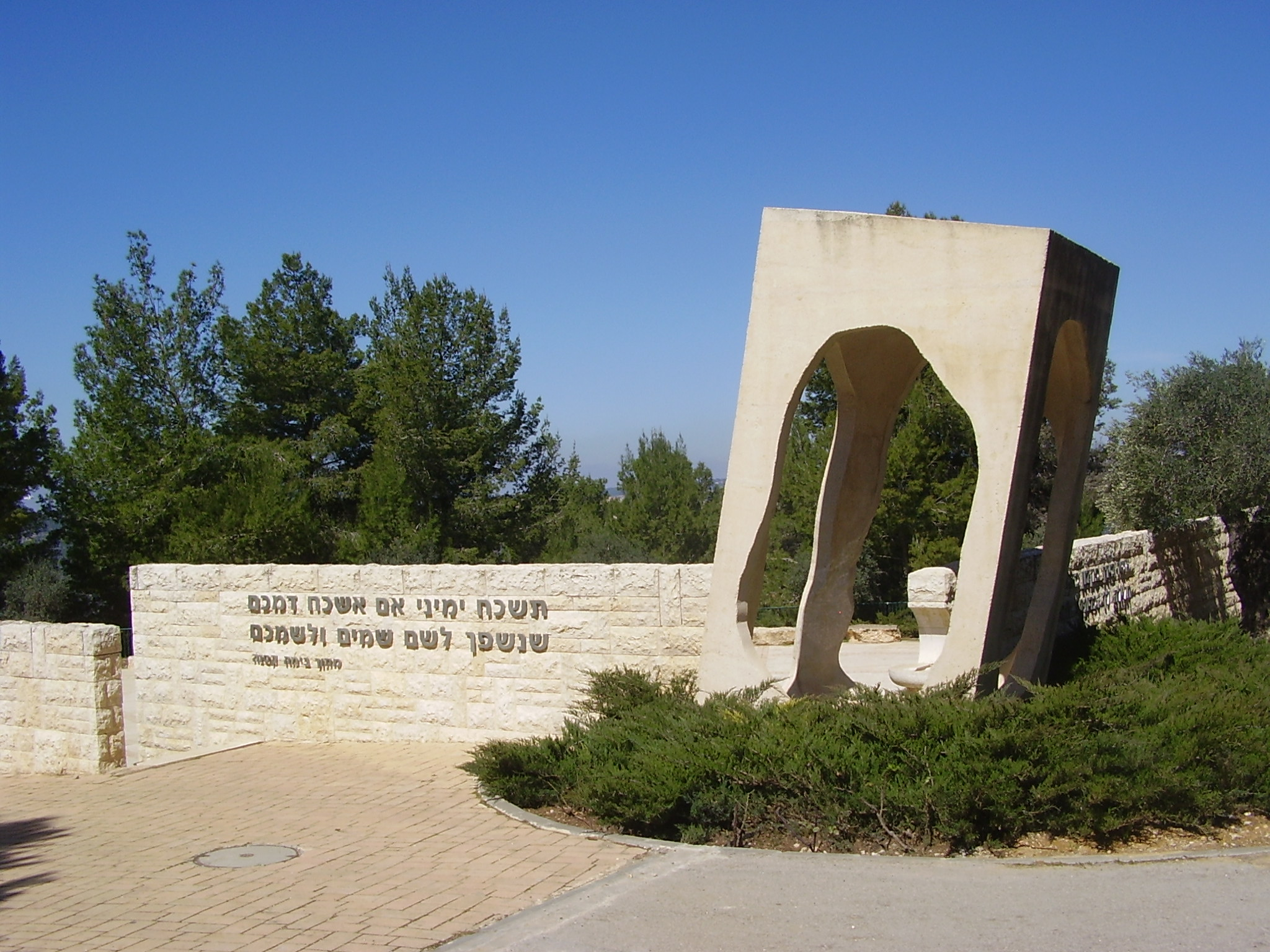
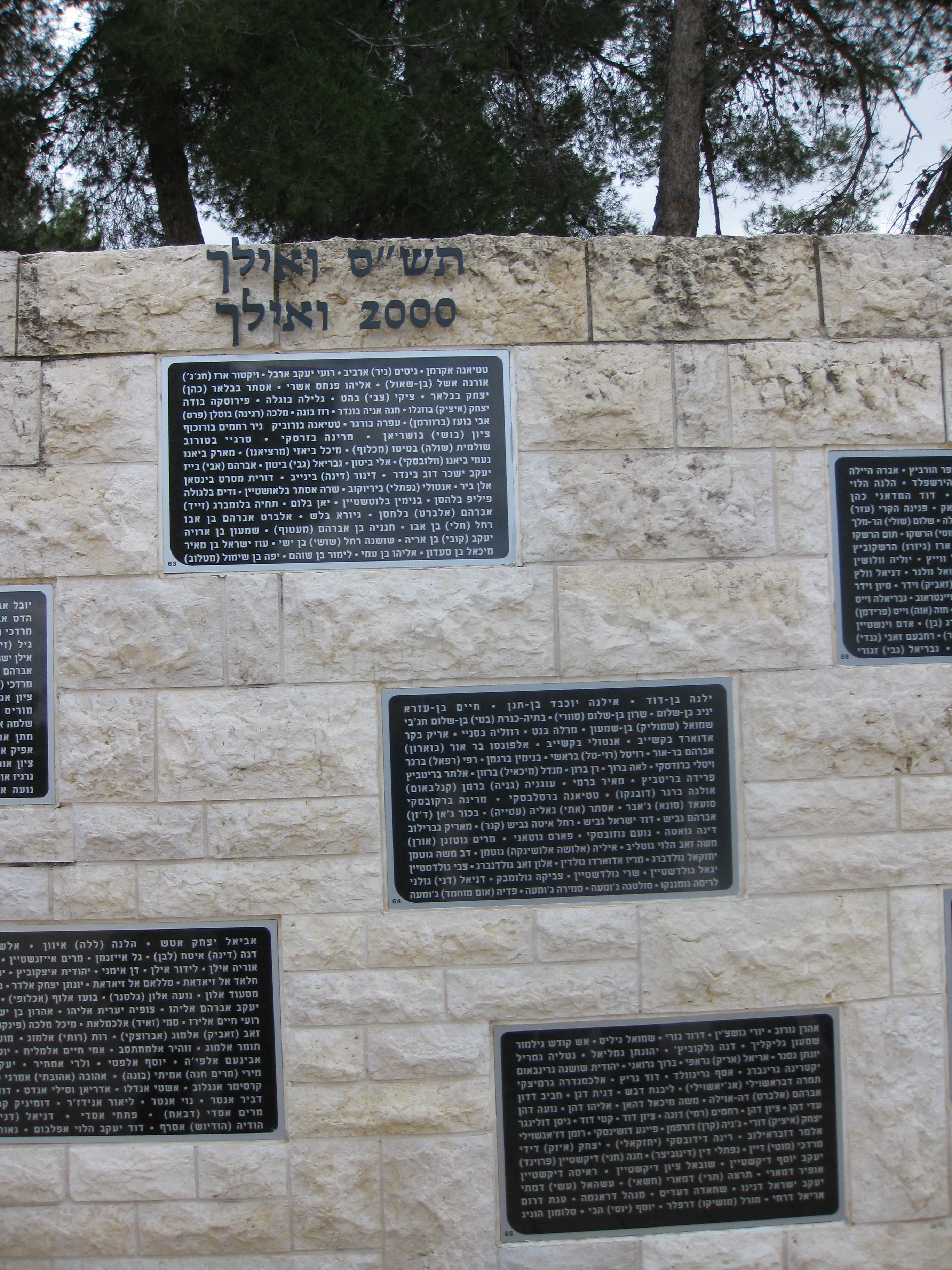